# 蓝天法案
蓝天法案 由各州政府负责实施。该类法案用于规范一个区域内的证券交易，以及股票经纪人和投资顾问的注册。美国的每个州都有自己的证券监管机构。这些机构有各种名称，例如，加利福尼亚称之为企业管理部（Department of Corporations），而德克萨斯则为州证券理事会（State Securities Board）。